# Multi Protocol Label Switching
O  Multiprotocol Label Switching (em português, "Comutação de Rótulos Multiprotocolo") é um mecanismo em redes de telecomunicações de alto desempenho que direciona dados de um nó da rede para o próximo nó baseado em rótulos de menor caminho em vez de endereços de rede longos, evitando consultas complexas em uma tabela de roteamento. Os rótulos identificam enlaces virtuais (caminhos) entre nós distantes em vez de pontos terminais. O MPLS pode encapsular pacotes de vários protocolos de rede. O MPLS suporta uma série de tecnologias de acesso, incluindo T1/E1, ATM, Frame Relay e DSL.

## História
O MPLS é padronizado  pelo IETF - Internet Engineering Task Force através da RFC-3031 e opera numa camada OSI intermediária às definições tradicionais do Layer 2 (Enlace) e Layer 3 (Rede), pelo que se tornou recorrente ser referido como um protocolo de "Layer 2,5".
O label é um identificador curto, de tamanho fixo e significado local. Todo pacote ao entrar numa rede MPLS recebe um label. Este pode ser pensado como uma forma abreviada para o cabeçalho do pacote. Desta forma os roteadores só analisam os labels para poder encaminhar o pacote. O cabeçalho MPLS deve ser posicionado depois de qualquer cabeçalho da camada 2 e antes do cabeçalho da camada 3, ele é conhecido como Shim Header e está apresentado na figura desta página.

#### Descrições dos campos do Label
O campo Label contém o valor atual deste:
- O campo TC(rfc5462) - Traffic Class -, anteriormente chamado EXP, define classes de serviços, e pode ser usado para indicar níveis de prioridade, para suportar DiffServ na rede MPLS, entre outros.
- O campo S (stack) suporta o enfileiramento de labels. Caso o pacote receba mais de um label.
- O campo TTL (Time to Live) tem o mesmo papel que no cabeçalho IP, contar por quantos roteadores o pacote passou, num total de 255. No caso do pacote viajar por mais de 255 roteadores, ele é descartado para evitar possíveis loops.

Como o MPLS foi concebido para permitir um serviço unificado de transporte de dados para aplicações baseadas em comutação de pacotes ou comutação de circuitos, ele pode ser usado para transportar vários tipos de tráfego, como pacotes IP, ATM, SONET ou mesmo frames Ethernet. O MPLS pode utilizar as seguintes redes de acesso:
1. Acesso xDSL (Digital Subscriber Line): Acesso que utiliza à rede de acesso ADSL das operadoras. Geralmente opera com velocidades simétricas de 128 a 512 kbps (sem garantia de banda mínima).
2. Frame Relay: Utiliza como acesso as redes Frame legada e nas velocidades de 64 a 2048 kbps.
3. ATM (Asynchronous Transfer Mode): Opera nas velocidades de 2 a 622 Mbps.
4. TDM (Time Division Multiplex): Utiliza acessos determinísticos nas velocidades de 1,544 Mbps (T1) a 274,176 Mbps(T4), Sistema Americano ou nas velocidades de 2,048 Mbps (E1) a 139,264 Mbps (E4), Sistema Europeu.
5. Rede Metro Ethernet: Utiliza como acesso à rede IP MPLS da Operadora, a rede Metro Ethernet nas velocidades de 1Mbps a 1Gbps (restrito aos locais atendidos pela rede Metro-ethernet da Operadora ou via projeto especial).
6. Acessos Wireless: Pode ser fornecido através de rádios digitais (tecnologia pré WiMAX), distância até 16 Km e velocidade até 54 Mbps.
O MPLS permite que os operadores de uma determinada rede tenham alto desempenho no desvio de tráfego de dados em situações críticas, tais como de falhas e gargalos (ou congestionamentos). O MPLS permite assegurar que a transmissão de determinados pacotes tenham perdas ou atrasos imperceptíveis em função da capacidade de uma gestão de tráfego mais eficaz, possibilitando assim maior qualidade dos serviços e conseqüentemente maior confiabilidade. É normalmente utilizado em empresas de telecomunicações responsáveis por backbones que se utilizam de BGP4, QoS e SLA para aumentar sua credibilidade quanto à disponibilidade de seus serviços.

## Características
MPLS, ou MultiProtocol Label Switching, é uma tecnologia de encaminhamento de pacotes baseada em rótulos (labels) que funciona, basicamente, com a adição de um rótulo nos pacotes (O MPLS é indiferente ao tipo de dados transportado, pelo que pode ser tráfego IP ou outro qualquer) à entrada do backbone (chamados de roteadores de borda) e, a partir daí, todo o encaminhamento pelo backbone passa a ser feito com base neste rótulo. Comparativamente ao encaminhamento IP, o MPLS torna-se mais eficiente uma vez que dispensa a consulta das tabelas de roteamento.
Este protocolo permite a criação de Redes Virtuais Privadas garantindo um isolamento completo do tráfego com a criação de tabelas de "labels" (usadas para roteamento) exclusivas de cada VPN.
Além disso é possível realizar QoS (Quality of Service) com a priorização de aplicações críticas, dando um tratamento diferenciado para o tráfego entre os diferentes pontos da VPN. QoS cria as condições necessárias para o melhor uso dos recursos da rede, permitindo também o tráfego de voz e vídeo.
Os produtos que as operadoras utilizam baseados em MPLS permitem que elas possam agregar valor ao seus produtos, pois passam a não oferecer apenas banda, mas um tráfego diferenciado com: Multimídia (Voz, Vídeo e Dados) e aplicações críticas, com garantias aplicáveis de QoS, através das seguintes classes de serviço:
Multimídia: priorização de tráfego dos pacotes multimídia (ex.: vídeo conferência, etc.).
Voz: priorização de tráfego dos pacotes de voz (ex.: interligação de PABX, telefonia IP, etc.).
Dados Expressos: priorização de tráfego de dados de aplicações críticas (ex.: SAP, GVCollege, etc.).
Dados: tráfego de dados sem priorização (Best Effort).
O MPLS foi concebido para satisfazer as necessidades de infraestrutura de comunicação segura e economicamente viável entre:
- escritórios de uma mesma empresa em diferentes localidades;
- força de trabalho em constante deslocamento;
- empresa, clientes, fornecedores.
O produto baseado em MPLS, oferecidos pelas operadoras, permite que ele possa ser utilizado nas seguintes situações:
1. acesso corporativo a servidores de aplicações centralizadas como sistemas corporativos, e-mail e Intranet;
2. formação de redes para compartilhamento de arquivos;
3. integração de sistemas de telefonia;
4. formação de sistemas de videoconferência;
5. acesso remoto aos sistemas corporativos.

## Vantagens
- Melhor desempenho no encaminhamento de pacotes;
- Criação de caminhos (Label Switching Paths) entre os roteadores;
- Possibilidade de associar requisitos de QoS, baseados nos rótulos carregados pelos pacotes.

## Redes de infra-estrutura suportados
Devido ao alinhamento do MPLS relativamente ao tipo de dados em trânsito, é possível encapsular o tráfego de tecnologias anteriores, como:
- Frame Relay,
- ATM,
- PPP,
- Packet Over Sonet/SDH,
- Ethernet,
- Token Ring,
- FDDI,
- Comutação ótica (MPλS),
- Combinação de abordagens precedentes

## Funções de MPLS
- Mecanismos para o tratamento de fluxos de dados entre hardware, ou mesmo aplicações, distintas.
- Independência em relação aos protocolos das camadas OSI 2 (enlace) e 3 (rede).
- Mapeamento entre os endereços IP e labels, para envio de pacotes.
- Interfaces com protocolos de roteamento, como OSPF.
- Suporta IP, ATM e frame-relay.

## Links na Web
- OpenSimMPLS: Um simulador de rede MPLS livre e aberto para o ensino, pesquisa e design.